# Bhareli
Bhareli o Kameng és un riu d'Arunachal Pradesh i d'Assam a l'Índia, que neix a les muntanyas de l'Himalaia al districte de Tawang, muntanya de Gori Xen, en territori habitat pels aka i els dafla, passant pel districte de West Kameng a Arunachal Pradesh i el districte de Sonitpur a Assam i arribant a la plana seguint un curs en direcció sud fins al Brahmaputra en el que desaigua a uns pocs quilòmetres de Tezpur. El seu curs total és de més de 250 km
El nom Kameng se li dona en el seu curs per Arunachal Pradesh mentre a Assam el nom local és Jia Bhoreli. Forma el límit entre el districte de West Kameng i el d'East Kameng.

## Afluents principals
El Tippi, Tenga, Bichom i Dirang Chu.
Per la dreta: 
- Sonai (Alt Sonai)
- Mansiri

Per l'esquerra:
- Diji
- Namiri
- Khari (Alt Khari)
- Bar
- Dikrai